# Cửa khẩu Somvang
Cửa khẩu Somvang hay Cửa khẩu Xôm Vẳng là cửa khẩu đường bộ tại vùng đất ban Som Vang, muang Sop Bao, tỉnh Huaphanh, CHDCND Lào.
Cửa khẩu Somvang thông thương với Cửa khẩu Tén Tằn 20°31′52″B 104°29′16″Đ / 20,531161°B 104,487737°Đ ở khu phố Tén Tằn, thị trấn Mường Lát, huyện Mường Lát, tỉnh Thanh Hóa, Việt Nam.
Cặp cửa khẩu Somvang - Tén Tằn được giới chức hai nước Việt Lào nâng cấp thành cửa khẩu quốc gia ngày 12/07/2012. Tại cửa khẩu cũng có cột mốc 281.
Năm 2019, cửa khẩu chưa cho phép người nước ngoài qua lại.